# Добывалово (станция)
Добывалово — железнодорожная станция Московского региона Октябрьской железной дороги на линии Бологое — Дно. Расположена около одноимённой деревни, вблизи трассы М10. Ближайшие крупные станции — расположенный в 13 км от Добывалово Валдай со стороны Старой Руссы и Едрово в сторону Бологого. На станции имеются пост ЭЦ, здание вокзала и туалет, а также казарма для работников и путейский домик. В сторону отходит подъездной путь к карьеру.

## Пассажирское сообщение
Останавливаются пригородные поезда Старая Русса — Едрово и Старая Русса — Бологое. Пассажирский поезд Москва — Псков (фирменный) и Ласточка Старая Русса - Санкт-Петербург на ней не останавливаются.